# Paddy Lewis Tjapanangka
 (juillet 2018).
 (septembre 2020).
Paddy Lewis Tjapanangka, né en 1925, est un peintre australien originaire de Yuendumu (en), de langue warlpiri. 

## Biographie
Il a commencé à peindre pour le centre d'art de Warlukurlangu dans les années 1980. Il peint les motifs associés au site Minna Minna dont il est le gardien traditionnel. Ces motifs sont aussi utilisés dans les dessins de sable pendant les cérémonies.

## Art
Minna Minna est une dépression en forme de 8 qui retient l'eau et se transforme en lac salé. Selon un mythe très important pour les peuples du désert central, un épisode majeur du Rêve des deux sœurs, héroïnes ancestrales, s'y est déroulé.
Mina Mina est aussi célébré et peint par la fille de Paddy, Dorothy Napangardi (en), figure connue de la peinture contemporaine australienne, à qui il se transmis ce « dreaming ».

## Expositions

### Expositions personnelles
- Yuendumu - Painting of the desert, Musée d'Australie-Méridionale, Adélaïde, 1988[3].
- Minna Minna, Hogarth gallery, Sydney, 1999.
- Chapman Gallery, Canberra, 2002.

### Expositions collectives
- Group exhibition, Hogarth Gallery, 2004.
- Galerie Clément, Vevey, 2007[4].
- Derniers rêves - Peintures récentes du désert central d'Australie, Galerie Luc Berthier, Paris, juin 2009[5].